# Бистра (Малопольське воєводство)
Бистра (пол. Bystra) — село в Польщі, у гміні Горлиці Горлицького повіту Малопольського воєводства.
Населення — 1525 осіб (2011).

## Географія
Селом протікає потік Бистшанка.

## Демографія
Демографічна структура станом на 31 березня 2011 року:
|          | Загалом | Допрацездатний вік | Працездатний вік | Постпрацездатний вік |
| -------- | ------- | ------------------ | ---------------- | -------------------- |
| Чоловіки | 751     | 185                | 488              | 78                   |
| Жінки    | 774     | 177                | 448              | 149                  |
| Разом    | 1525    | 362                | 936              | 227                  |